# Petinomys mindanensis
Lo scoiattolo volante di Mindanao (Petinomys mindanensis Rabor, 1939) è uno scoiattolo volante endemico delle Filippine.

## Descrizione
La pelliccia dello scoiattolo volante di Mindanao è piuttosto folta e relativamente soffice sulle regioni superiori, e fine su quelle inferiori. Le regioni superiori sono marroni e quelle inferiori sono più chiare, bianche o grigio chiaro. La coda è dello stesso colore del dorso. Si differenzia dallo scoiattolo volante di Basilan (Petinomys crinitus), presente nella stessa area, per le dimensioni maggiori e la coda rotonda, non appiattita.
Nell'aspetto generale ricorda gli altri scoiattoli volanti del Sud-est asiatico, ma si differenzia da essi per alcuni aspetti del cranio. Ha la testa larga e schiacciata, con un muso corto.

## Distribuzione e habitat
Lo scoiattolo volante di Mindanao è endemico delle Filippine. È presente sulle isole di Mindanao (province di Bukidnon, Davao del Sur, Lanao del Sur, Misamis Occidental, Misamis Oriental e Zamboanga del Norte), Dinagat e Siargao.

## Biologia
Lo scoiattolo volante di Mindanao vive sia nelle foreste pluviali di pianura che di montagna, tra i 500 e i 1600 m di quota. Tuttavia, è più comune ad altitudini medie. Ha abitudini notturne e arboricole.

## Conservazione
Questo scoiattolo volante non corre alcun pericolo imminente ed è inoltre presente in numerose aree protette. La IUCN lo classifica tra le specie a rischio minimo.